# Peter Weinberg (Pferdetrainer)
Peter Weinberg (* 13. November 1952) ist ein ehemaliger deutscher Springreiter und seit 2017 Bundestrainer der belgischen Nationalmannschaft der Springreiter.

## Leben und Wirken
Peter Weinberg begann im Alter von sechs Jahren mit dem Ponyreiten. Nach Erfolgen als Vielseitigkeitsreiter – zum Beispiel wurde er 1970 mit der deutschen Junioren-Equipe Mannschaftseuropameister – erfolgte ein Wechsel in den Springsport. Den Großen Preis von Dortmund gewann er 1977 auf Uhland, im Jahr 1989 wurde er Deutscher Mannschaftsmeister. Weinberg war in seiner aktiven Zeit 25 Jahre lang Mitglied des deutschen A- und B-Kaders mit 35 Einsätzen bei Nationenpreisen.
Weinberg bildet als Pferdewirtschaftsmeister in seinem Ausbildungs- und Turnierstall in Herzogenrath angehende Pferdewirte aus mit Schwerpunkt Klassischer Reitausbildung. Als Aktivenvertreter gehörte er von 1989 bis 2005 dem Springausschuss des Deutschen Olympiade-Komitees für Reiterei (DOKR) an. Außerdem war er von 2002 bis 2016 Vorsitzender des Clubs rheinischer Springreiter. 2006 wurde er Beirat des Aachen-Laurensberger Rennvereins (ALRV), seit 2008 ist er Mitglied im Aufsichtsrat des ALRV. Er war zudem langjähriges Mitglied der Körkommission des Springpferdezuchtverband Oldenburg-International e.V. (OS).
Seit 2017 ist Weinberg Bundestrainer der belgischen Springreiter. Seine Equipe wurde Sieger des Finales des Nations Cup 2018 im Real Club de Polo in Barcelona und holte außerdem Gold bei der Europameisterschaft in Rotterdam, Einzelbronze ging an Jos Verlooy und Igor.
Bei den Olympischen Spielen in Tokio 2021 gewann das Team Belgien Bronze. Bei den Weltmeisterschaften 2022 in Herning errang der Belgier Jérôme Guery die Einzelsilbermedaille. Im Finale des Nations Cup 2022 gewann die Equipe erneut und sicherte sich damit die Olympiaqualifikation für die Olympischen Spiele in Paris 2024.

## Privates
Seine Exfrau Helena Stormanns und die gemeinsamen Kinder Thomas und Andrea sind ebenfalls im Springreiten erfolgreich.